# Stephan (II.)
Stephan (II.) († 25. oder 26. März 752) war für wenige Tage gewählter Papst. Rückwirkend wird er entweder als der Papst mit der kürzesten Amtsdauer betrachtet oder nicht als Papst anerkannt.
Er wurde als ältester Presbyter von Rom am 22. oder 23. März 752 zum Nachfolger von Papst Zacharias bestimmt. Zur Zeit seiner einstimmigen Wahl war er bereits ein sehr alter Mann; er starb vier Tage später an einem Schlaganfall, ohne die Bischofsweihe erhalten zu haben. Sein Pontifikat war das kürzeste aller Päpste. Die katholische Kirche zählte ihn vom 16. Jahrhundert bis 1961 als Papst, seither nicht mehr.
Das ganze Mittelalter hindurch hielt man die Bischofsweihe als unerlässliche Grundvoraussetzung für ein Pontifikat und schloss ihn deshalb aus den Papstlisten aus. Im Zuge der Debatten um die Rechte des Kardinalats im 15. und 16. Jahrhundert änderte sich diese Anschauung, da man nun davon ausging, dass die Wahl durch das Kollegium ausreiche, einen Papst zu legitimieren. Vom 16. Jahrhundert bis zum Jahre 1961 stand Stephan (II.) in den Pontifikatslisten. Mit dem Annuario Pontificio von 1961 wird die frühere Sicht wieder bestätigt. Den Neuerungen der Papstwahl durch Paul VI. folgend ging diese Sicht (Bischofsweihe als zwingende Voraussetzung) in den Codex Iuris Canonici von 1983 ein (Can. 332).
Bei den späteren Päpsten gleichen Namens wird die durch ihn erhöhte Zählung in Klammer als Alternative angegeben, so etwa bei seinem direkten Nachfolger als Stephan II. (III.); aus diesem Grund findet man Stephan (II.) oft in Listen von Gegenpäpsten, wo er jedoch falsch eingeordnet ist, war er doch rechtmäßig gewählter Pontifex, nur ohne Weihe.